# МТЕ (футбольний клуб, Ужгород)
МТЕ (угор. Ungvári Munkás Testedző Egyesület)  — угорський футбольний клуб з однойменного міста (тепер — Ужгород, Закарпатська область). 

## Історія
Заснований навесні 1919 року під назвою Угорське мукачівське товариство фізичних вправ (угор. Ungvári Munkás Testedző Egyesület).
Після закінчення Першої світової війни Закарпаття увійшло до складу Чехословаччини і відповідно до вказівок Чехословацької футбольної асоціації у 1920 році створили дві групи — «Слов'янська» (команди з Чехії та Словаччини) та «Закарпатська» (угор. Karpataijai Lobdoruho kerület) (угорські команди). Матчі в кожних групах проводилися окремо.
У 1932 році УМТЕ вийшов у фінал чемпіонату Словаччини серед угорських команд, а рік по тому здобув титул найкращої угорської футбольної команди Закарпаття та Словаччини. У 1933 році вперше та востаннє в історії чемпіонату слов'янські та угорські команди боролися за титул абсолютного чемпіона Словаччини. Все вирішив третій матч (результат перших двох — 3:2 та 0:1 відповідно), в якому УМТЕ поступилася місцевому клубу «Русь» (Ужгород) — 2:3.
У 1934 році систему футбольних ліг країни реорганізували в єдиний чемпіонат Чехословаччини. Найкращі футбольні клуби розподілили в 5 груп: середньочеська, чеська провінція, моравсько-сілезька, словацько-підкарпатська та німецька група. Вочевидь, система футбольних ліг була реорганізована за національним принципом. Словацька група розподілялася в свою чергу на дві підгрупи — західну (команди із Західної та Центральної Словаччини) та східну (Східна Словаччина та Закарпаття). За результатами спортивних змагань до східного словацько-підкарпатського дивізіону були віднесені два найсильніших слов’янських клуби («Русь» Ужгород та ЧШК Ужгород) та два угорські клуби, які посіли перші два місця у своїх чемпіонатах (МСЕ Мункач та ФТК Берегшаш). Згодом до них приєднався й МТЕ.
Після знищення Чехословаччини Закарпаття опинилося під угорською окупацією. Найкращі закарпатські клуби («Русь» Ужгород, «Унгвар», МСЕ Мункач та ФТК Берегшаш) у сезоні 1939/40 років стартували у групі Фельвідек другого дивізіону чемпіонату Словаччини (угор. Nemzeti Bajnokság B, Felvidéki csoport). Лише ужгородська «Русь» зберігла своє місце в другому дивізіоні, решта ж команд опустилися до третьої ліги Угорщини. УМТЕ виступав у підгрупі Делі групи Фельвідек Третьої ліги. У сезоні 1940/41 років клуб відмовився від подальших виступів та був виключений з чемпіонату. Після цього продовжив свою діяльність, але виступав у регіональних змаганнях.
Після приходу радянських військ влітку 1945 року серед найкращих команд Закарпаття організували турнір з відбору гравців до збірної Закарпатської області (30 гравців) для участі Спартакіаді УРСР, яка повинна була відбутися з 23 серпня по 6 вересня 1945 року в Києві. До фінального етапу вийшли команди «Русь» (Ужгород), УМТЕ, «Динамо» (Мукачево) та «Верховина» (Берегове). Вмзначити чемпіона Закарпаття Україна не встигали, тому було вирішено припинити чемпіонат після повернення зі Спартакіади з Києва. З чотирьох команд утворили дів збірні, які отримали назву Схід-XI та Захід-XI.
Після цього клуб розформували.

## Досягнення
- Чемпіонат Словаччини
  -  Срібний призер (1): 1933

- Чемпіонат Словаччини серед угорських команд
  -  Чемпіон (1): 1933

- Третя ліга Словаччини
  - 5-те місце (1): 1938/39 (підгрупа Делі, група Фельвідек)

- Чемпіонат Закарпаття
  -  Чемпіон (1): 1921, 1932, 1933